# Lost Illusions
Lost Illusions est un film muet américain réalisé par Edwin S. Porter et sorti en 1911.

## Synopsis
Un artiste marié devient amoureux de la femme d'un autre homme...

## Fiche technique
- Réalisation : Edwin S. Porter
- Scénario : Edwin S. Porter
- Producteur : Edwin S. Porter
- Société de production : Rex Motion Picture Company
- Société de distribution : Motion Picture Distributors and Sales Company
- Pays d'origine :  États-Unis
- Langue : film muet avec les intertitres en anglais
- Métrage : 326,14 mètres
- Format : Noir et blanc — 35 mm — 1,33:1 — Muet
- Genre :
- Durée : 11 minutes
- Date de sortie : 
  -  États-Unis : 5 octobre 1911

## Distribution
- Phillips Smalley : Bill
- Lois Weber : Grace
- Harold Lockwood